# 踏面制动
踏面制动是铁路机车车辆最常用的制动方式之一，它依靠压缩空气（空气制动）或者大气压力（真空制动）的作用，推动制动气缸中的鞲鞴（活塞），将空气的压力变成机械推力，使闸瓦紧压滚动的车轮踏面而产生摩擦作用，将列车的动能转变为热能并消散于大气。

## 基本原理

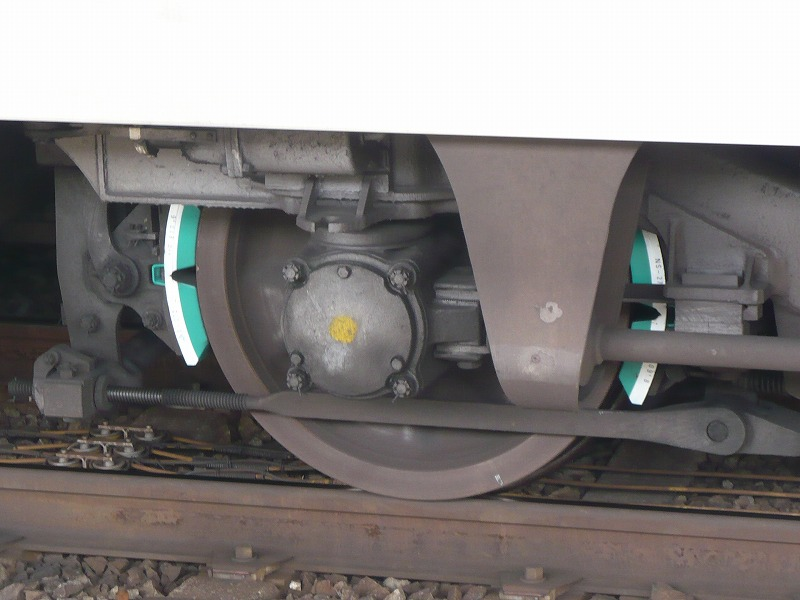
东京地下铁6000系电力动车组的双侧踏面制动装置，绿色部分为合成闸瓦片

使列车减速必须对列车作用以制动力，也就是与列车运行方间相反的阻力，而闸瓦制动所产生的制动力就是摩擦力，闸瓦施加于车轮的压力越大，产生的制动力和减速度也越大，制动距离也越短。踏面制动依靠轮轨间粘着力的作用下使列车减速，因此制动力受到轮轨粘着条件的限制而不能任意地提高，制动力极限值应小于轮轨最大粘着力，这样才能保证车轮在车辆运行速度范围内滚动。如果制动力接近甚至超过了粘着力，轮轨间的粘着状态开始被破坏，发生车轮被闸瓦抱死的滑行现象，钢轨对车轮的静摩擦力变为滑动摩擦力，导致制动距离延长、车轮踏面擦伤。
闸瓦压力来自于制动缸鞲鞴的推力，而鞲鞴推力的大小与制动缸大小和空气压力大小成正比，但制动缸过大不仅增加制动装置重量，而且还增加压缩空气消耗。
为了使用较小的制动缸得到较大的制动力，并且将推力均匀地分布到各个车轮的闸瓦上，踏面制动系统必须设有制动杠杆装置，根据杠杆定律使制动气缸中的作用力得到放大，制动缸鞲鞴的推力经过制动杠杆增大一定倍数并传递至各闸瓦。闸瓦压力比制动缸鞲鞴推力增大的倍数，称为制动倍率。
闸瓦制动装置按照闸瓦的分布情况，可分为单侧闸瓦式（只在车轮的一侧设有闸瓦）和双侧闸瓦式（在车轮的两侧都设有闸瓦）。单侧闸瓦制动装置的构造较为简单，适用于速度较低且自重较轻的车辆，但制动时使车轴轴箱单侧受力，车轴轴承或轴瓦容易产生偏磨，而且闸瓦单位面积上的压力较大，因此闸瓦磨耗量相对较大。双侧闸瓦制动装置结构比较复杂，但由于制动时闸瓦单位面积上所受的压力较小，因而摩擦系数比单侧闸瓦制动装置高，制动效果较好，闸瓦磨耗量较小，有利于缩短制动距离、提高运行速度、延长闸瓦寿命。

## 闸瓦类型
长期以来铁路车辆主要采用铸铁闸瓦，铸铁闸瓦的特点是其摩擦系数会随列车速度和闸瓦压力的提高而大幅降低，而制动初速越低则摩擦系数越大，当制动初速较高时可采用增加制动缸压力的办法来提高制动力。研究显示铸铁闸瓦的含磷量对摩擦性能有直接影响，含磷量较高的铸铁闸瓦则有较大的摩擦系数，故用较小的闸瓦压力即可获得同样的制动力，具有缩短制动距离、降低闸瓦温度、减轻闸瓦磨损、减少火花产生等优点，但高磷铸铁闸瓦亦有容易产生热脆性开裂的缺点。
1930年代，作为铸铁闸瓦替代品的合成闸瓦（又称塑料闸瓦）面世，这是利用橡胶或树脂等材料作为粘结剂，混合非金属材料（例如石墨、石棉、云母、粘土等）或粉末冶金材料（例如铸铁粉末、铝系粉末、铜系粉末等）而制成，并可根据需要改变配方以获得理想的摩擦性能；合成闸瓦的摩擦系数远高于铸铁闸瓦，可以应用较低的闸瓦压力和较小的制动缸，而且在整个速度范围内具有近乎相同的摩擦系数，使列车减速停车时更为平稳且更少噪音。此外，合成闸瓦还有耐磨性好、使用寿命长、自身重量轻、无摩擦火花等优点，但合成闸瓦的最大缺点是导热性差，在高热负荷下摩擦系数急剧下降，因此不适用于时速120公里以上的铁路车辆。部份合成闸瓦在摩擦高溫時會產生異味。